# Pandemia de COVID-19 em Cabo Verde
Este artigo documenta os impactos da pandemia de COVID-19 em Cabo Verde e pode não incluir todas as principais respostas e medidas contemporâneas.

## Cronologia
Até 19 de março de 2020, Cabo Verde não registara nenhum caso de covid-19, com todos os casos suspeitos prévios tendo obtido resultado negativo.
Em 20 de março, o primeiro caso do país foi confirmado, tratando-se de um homem de 62 anos de idade que havia viajado do Reino Unido.
No dia seguinte, em 21 de março, mais 2 casos foram confirmados. Ambos eram turistas, um vindo dos Países Baixos, de 60 anos de idade, e outra vindo do Reino Unido, de 62 anos. Estes dois casos mais o anterior estavam todos situados na Ilha da Boa Vista.
A primeira morte foi anunciada em 24 de março, dizendo respeito ao primeiro caso confirmado em Cabo Verde.
Em 25 de março, um quarto caso foi confirmado, um cidadão nacional de 43 anos que regressara da Europa, sendo o primeiro caso detetado na capital do país, Praia, na ilha de Santiago. No dia seguinte, 26 de março, o ministro da saúde de Cabo Verde anunciou que o teste da esposa desse cidadão também tinha dado positivo, sendo assim, o primeiro caso relatado de transmissão local.
Em 21 de julho havia 2 107 casos confirmados - 1568 na ilha de Santiago (74,4%), 426 na do Sal (20,22%), 57 na da Boa Vista (2,71%), 37 na de São Nicolau (1,76%), 13 na de São Vicente (0,62%) e 4 na de Santo Antão (0,19%) e 2 na do Maio (0,09%)-, 1100 recuperados, dois "transferidos" e 21 óbitos.

## Reações
Desde 16 de março testes vêm sendo realizados em Cabo Verde, pelo Laboratório de Virologia de Cabo Verde, na Praia.
Em 17 de março, como medida de contingência, o Primeiro Ministro Ulisses Correia e Silva anunciou a suspensão te todos os voos provenientes da Europa, Estados Unidos, Brasil, Senegal e Nigéria. A suspensão estará em vigor por pelo menos três semanas. Exceções são feitas para voos cargueiros e voos para o regresso de cidadãos estrangeiros. A interdição também se aplica à acostagem de navios de cruzeiro, veleiros e desembarque de passageiros ou tripulação de navios de carga, pesca e similares. Mais medidas excecionais foram tomadas no dia seguinte, e o nível de contingência foi elevado em 27 de março.
A Cabo Verde Airlines já tinha, anteriormente, tomado a decisão de suspender voos. Desde 28 de fevereiro que os voos para Milão, na Itália estão suspensos. Em 6 de março, os voos para Lagos, na Nigéria, Porto Alegre, no Brasil e Washington, nos Estados Unidos foram também suspensos. Em 17 de março, de acordo com a decisão do Governo, a Cabo Verde Airlines suspendeu todas as suas outras rotas.
Em 26 de março, o Governo declara Situação de Risco de Calamidade em Cabo Verde, como reforço das medidas de segurança. Foi também anunciado que a partir do dia seguinte, 27 de março, serão encerrados todos os serviços e empresas públicas, devendo optar-se pelo teletrabalho.
Em 28 de março, pela primeira vez na sua existência, o estado de emergência foi declarado em Cabo Verde, implementando uma série de medidas visando uma redução do contacto social, e encerrando muitas atividades económicas.
Em 14 de maio já todas as ilhas à exceção de Santiago não se encontravam em estado de emergência. Tendo em Santiago sido prorrogado, pelo Presidente da República, por mais 15 dias, terminando a 29 de maio.
Em 29 de maio, termina o estado de emergência em Santiago - a última ilha nessa situação - entrando em vigor o estado de calamidade. Também nesse dia, o Primeiro-Ministro apresentou o plano de desconfinamento para o país, por forma a levantar algumas das restrições impostas pelo estado de emergência, reiterando que os cuidados de segurança sanitária (por exemplo, distanciamento social, uso de máscara e lavagem das mãos) deverão ser mantidos mesmo com o fim do mesmo. Foram divulgadas as seguintes datas:
- 1 de junho: Os restaurantes deixam de estar limitados ao encerramento às 21 horas. As ligações marítimas à ilha da Boa Vista são retomadas;
- 30 de junho: São repostas as ligações aéreas entre ilhas;
- A partir de 31 de outubro:  Eventos culturais e desportivos voltam a ser permitidos.